# Henry Kläui
Henry Kläui (* 27. Mai 1880 in Töss (heute Winterthur); † 1. Dezember 1962 in Basel) war ein Schweizer Maler. Sein Gesamtwerk umfasst Landschaften, Blumenstücke und Bildnisse.

## Leben
Henry Kläui wuchs in Venedig, Mailand und Bergamo auf. Er studierte Malerei an der Accademia di Belle Arti di Brera in Mailand und an der Akademie Karlsruhe. 1901 übersiedelte er nach Elsau bei Winterthur. Hier standen Landschaften und Porträts im Zentrum seines Schaffens. Doch bereits 1902 kehrte er nach Florenz zurück, später lebte er in Rom. Dies dank eines Stipendiums von Theodor Reinhart. 1904 siedelte er sich im Tessin auf dem Monte Verità an, später in Ascona. Mit Maria Pedrini hatte der Künstler zwei Söhne (* 1918 und * 1920). Ab 1925 lebte die Familie in Basel, wo Kläui am 1. Dezember 1962 verstarb. 

## Ausstellungen
Kläui stellte insgesamt dreimal im Kunsthaus Zürich aus.